# Différences entre le Concorde et le Tupolev Tu-144
 (mars 2009).
Si vous disposez d'ouvrages ou d'articles de référence ou si vous connaissez des sites web de qualité traitant du thème abordé ici, merci de compléter l'article en donnant les références utiles à sa vérifiabilité et en les liant à la section « Notes et références ».

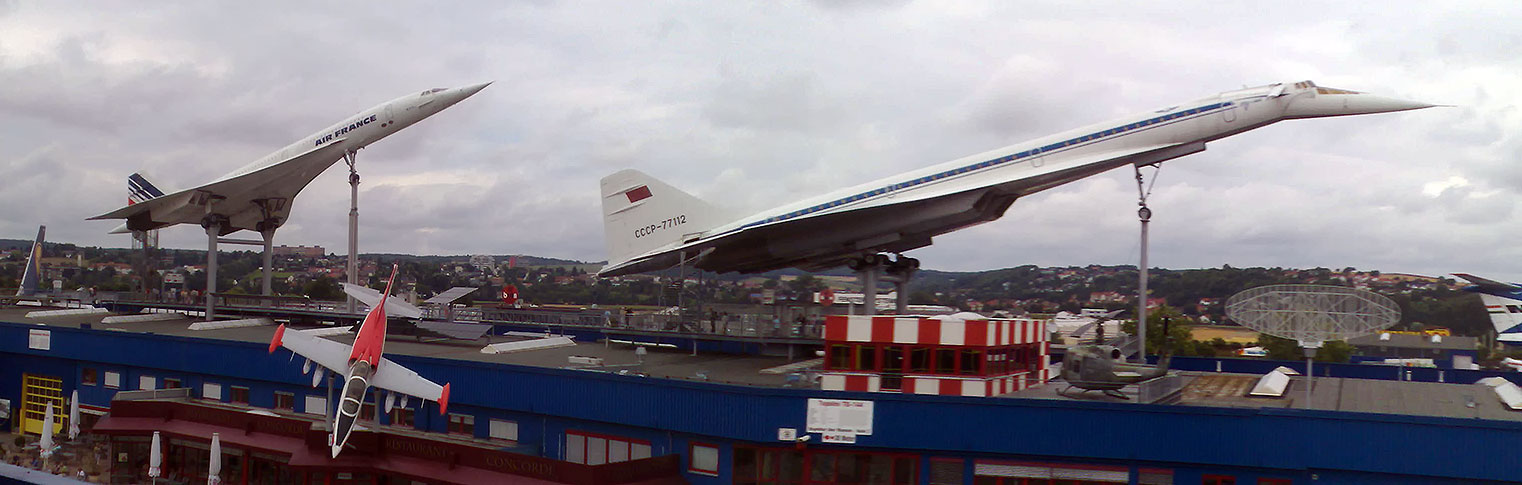
Le Concorde et le Tu-144 au musée automobile et technologique de Sinsheim, seul endroit au monde où il est possible de voir ces deux avions côte à côte.

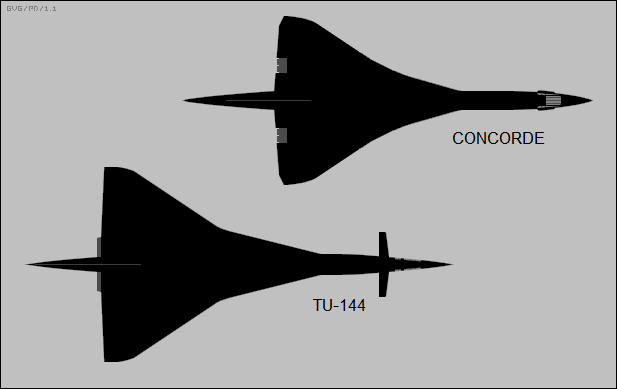
Concorde et Tu-144.

La ressemblance frappante entre le Concorde et le Tu-144, deux avions supersoniques développés quasi simultanément, a longtemps alimenté les spéculations autour d’un possible cas d’espionnage industriel. Certains observateurs, notamment des industriels occidentaux de l’aéronautique ainsi que Christian Harbulot, considèrent que la mise au point du Tu-144 s’inscrit dans un véritable contexte d’espionnage technologique durant la guerre froide, ce qui expliquerait les similitudes entre les deux appareils,.
Toutefois, même en l'absence d'espionnage, il est probable que les deux appareils auraient présenté d'importantes similarités. Leurs cahiers des charges respectifs – vitesse de croisière supérieure à Mach 2, capacité d’environ 100 passagers – imposaient des contraintes aérodynamiques comparables. Ainsi, des choix techniques similaires tels que la voilure delta, le fuselage allongé, le nez basculant ou encore l’utilisation de quatre réacteurs découlaient de ces exigences, sans pour autant constituer une preuve formelle de plagiat ou de transfert technologique.
Ces caractéristiques se retrouvent également sur les projets américains de transport supersonique tels que le Boeing 2707 (qui a finalement abandonné son aile à géométrie variable au profit d'une voilure delta), le Lockheed L-2000 et le McDonnell Douglas AST, soulignant que les lois de l’aérodynamique imposent des solutions techniques convergentes.
Il existe néanmoins des différences visibles entre le Concorde et le Tu-144, tant au niveau de leur design que de leurs performances et technologies embarquées.

## Emplacement des réacteurs
Les réacteurs du Tu-144 sont implantés plus près du fuselage que ceux du Concorde. Sur le prototype initial du Tu-144, les deux nacelles centrales étaient même jointes à l'arrière, formant un bloc moteur unique, ce qui contraste avec la disposition plus écartée des moteurs sur le Concorde.

## Forme en plan de la voilure

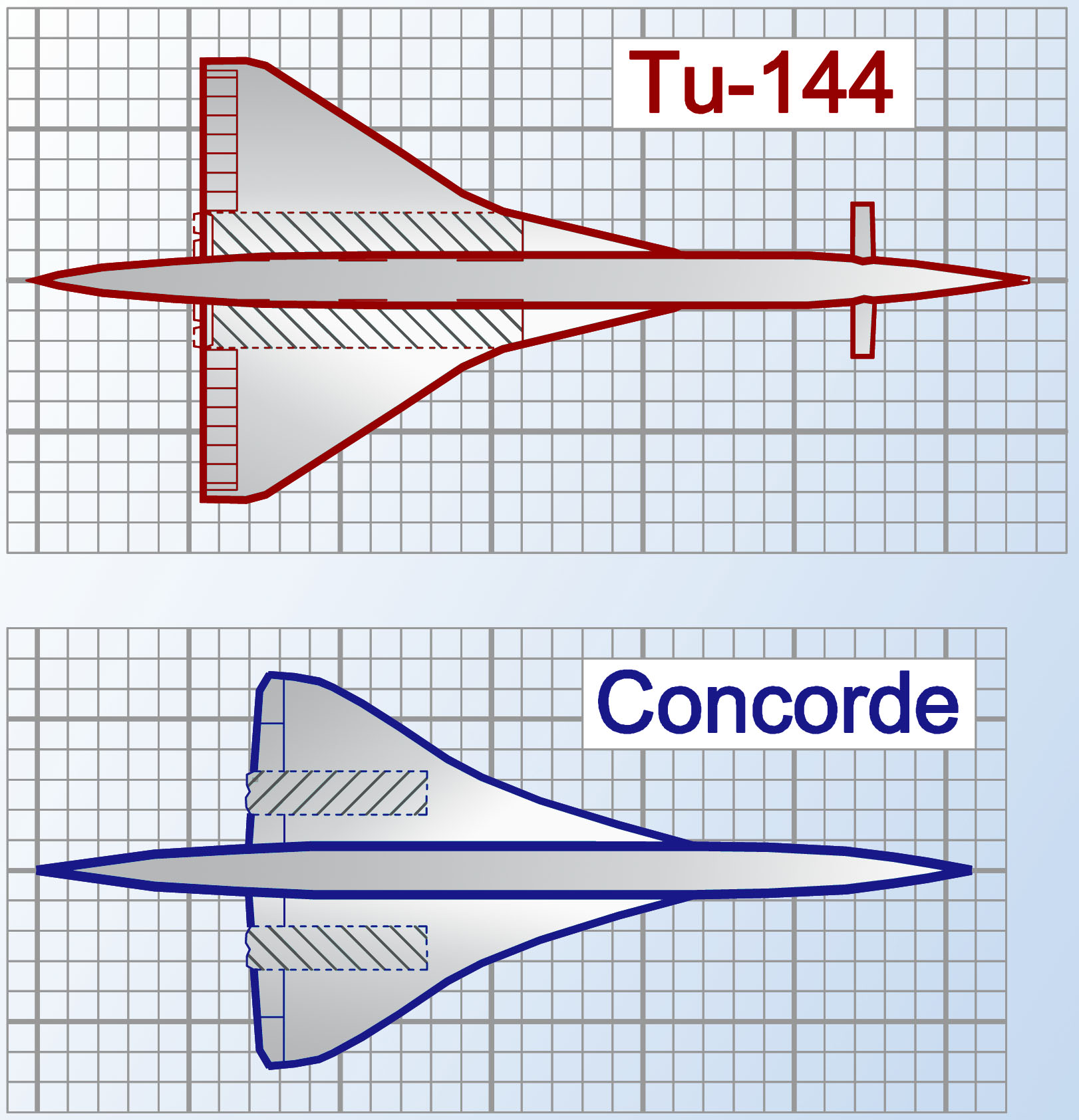
Tu-144 et Concorde.

Le Concorde est doté d’une aile delta modifiée, intégrant un apex — une section avant à forte flèche — permettant de renforcer la portance tourbillonnaire à forte incidence, notamment lors des phases de décollage et d’atterrissage, tout en préservant au mieux ses performances en vol supersonique.
Le Tu-144 adopte une voilure en double delta, dont la forme est plus accentuée que celle du Concorde. Cette configuration aurait été conçue pour optimiser les performances aérodynamiques en régime supersonique, avec pour objectif d’offrir de meilleures capacités à haute vitesse que le Concorde. En contrepartie, elle entraînerait une portance réduite à basse vitesse.

## Canard rétractable du Tu-144
Le Tu-144 est équipé de plans canards, surnommés « moustaches », situés au sommet du fuselage, juste derrière le cockpit. Ces surfaces portantes, dotées de volets de courbure, jouent un rôle actif dans le contrôle en tangage à basse vitesse, notamment lors des phases de décollage et d’atterrissage, à l’instar de dispositifs similaires présents sur des avions de chasse tels que le Rafale. Il ne s’agit pas de turbulateurs, mais bien d’éléments aérodynamiques porteurs.
À l’inverse, le Concorde dispose de deux ailerons fixes de petite taille (15 cm de large sur 1 m de long), situés à l’avant du fuselage, de part et d’autre sous le cockpit. Ces dispositifs, appelés turbulateurs, furent ajoutés afin de générer des tourbillons à forte incidence, permettant de recoller l’écoulement de l’air sur le dos du fuselage et ainsi d’améliorer l’efficacité de la gouverne de direction.

## Train d'atterrissage

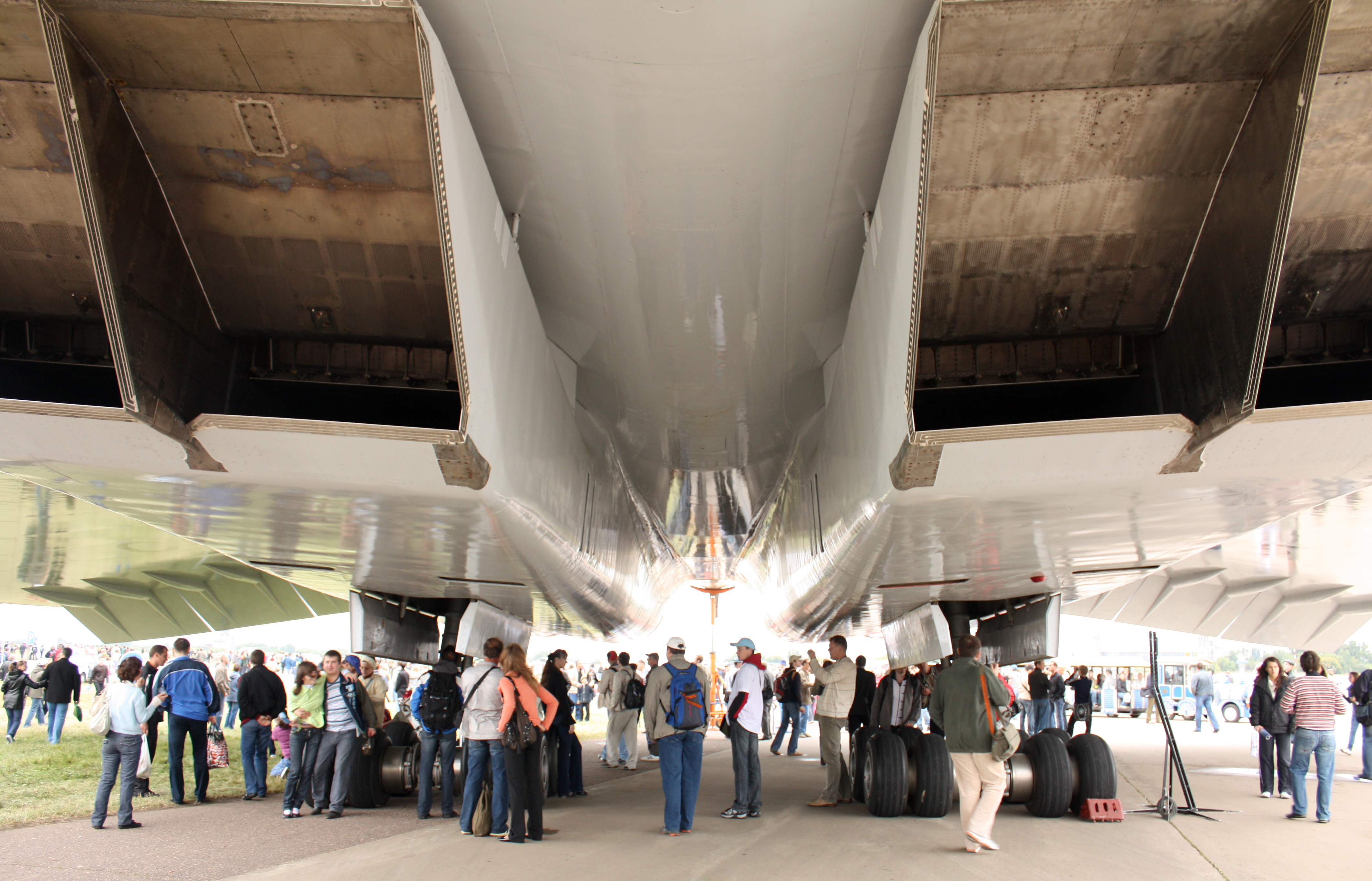
Le train d'atterrissage principal du Tu-144D se situe sous les nacelles, à l'intérieur desquelles il se replie.

Le train d’atterrissage principal du Concorde est situé entre les deux nacelles de moteurs et se replie vers le fuselage.
Sur le Tu-144, l’emplacement du train d’atterrissage principal différait entre le prototype et les versions ultérieures. Sur le prototype, les nacelles moteurs étaient placées entre les deux ensembles du train principal. En revanche, sur l’appareil de pré-production ainsi que sur les modèles de série, les ensembles du train d’atterrissage étaient positionnés sous les nacelles, et se repliaient à l’intérieur de celles-ci, entre les deux turboréacteurs.